# Gwladys Nocera
Gwladys Nocera (nascida em 22 de maio de 1975) é uma jogadora francesa de golfe profissional que atualmente reside em Biarritz, na França.
É natural de Moulins, Allier.
Teve uma bem-sucedida carreira amadora, sendo a vice-campeã do British Ladies Amateur Golf Championship, em 1998, e fazia parte da equipe francesa que venceu o Campeonato Europeu, em 1999.
Tornou-se profissional em 2002 e representou França na competição feminina de golfe nos Jogos Olímpicos de Verão de 2016, realizados no Rio de Janeiro, Brasil. Terminou sua participação na trigésima nona posição no jogo por tacadas individual.